# Gåvoskatt
Gåvoskatt är skatt som tas ut på gåvor. Gåvoskatt finns oftast i de länder som har arvsskatt för att undvika skatteplanering. Normalt är gåvor skattefria upp till ett visst belopp.

## Sverige
Gåvoskatten i Sverige avskaffades 17 december 2004, av regeringen Persson, samtidigt som arvsskatten avskaffades. Under de sista åren före avskaffandet stod intäkter från gåvoskatt för cirka 0,2 procent av de  svenska skattintäkterna.